# Ернст-Август Ревінкель
Ернст-Август Ревінкель (нім. Ernst-August Rehwinkel; 30 жовтня 1901, Гільдесгайм — 6 серпня 1942, Біскайська затока) — німецький офіцер-підводник, фрегаттен-капітан крігсмаріне.

## Біографія
В квітні 1923 року вступив на флот. З травня 1937 року — керівник навчальної групи училища корабельної артилерії в Кілі. З жовтня 1940 по березень 1941 року пройшов курс підводника. В березні-травні 1941 року — вахтовий офіцер в 24-й флотилії. З 10 липня 1941 року — командир підводного човна U-578, на якому здійснив 5 походів (разом 133 дні в морі). Ревінкель став одним з найстаріших командирів підводних човнів: свій перший похід він здійснив у 40 років. 6 серпня 1942 року U-578 і всі 49 членів екіпажу зникли безвісти в Біскайській затоці.
Всього за час бойових дій потопив 5 кораблів загальною водотоннажністю 24 725 тонн.
| Дата            | Назва корабля            | Тип               | Тоннаж | Вантаж | Екіпаж | Загинули | Країна     | Конвой |
| --------------- | ------------------------ | ----------------- | ------ | --- | ------ | -------- | ---------- | ------ |
| 27 лютого 1942  | R.P. Resor               | Паровий танкер    | 7,451  | 105 025 барелів мазуту                                                                                    | 50     | 48       | США        |        |
| 28 лютого 1942  | USS Jacob Jones (DD-130) | Есмінець          | 1,090  | | 149    | 138      | США        |        |
| 12 березня 1942 | Ingerto                  | Торговий пароплав | 3,089  | Баласт | 32     | 32       | Норвегія   | ON-70  |
| 27 травня 1942  | Polyphemus               | Торговий теплохід | 6,269  | 5936 тонн пшениці і 790 тонн вовни                                                                        | 77     | 15       | Нідерланди |        |
| 2 червня 1942   | Berganger                | Торговий теплохід | 6,826  | Генеральні вантажі, включаючи 48 000 мішків кави, 1000 тюків лінту, 1138 літрів соняшникової олії і шкіру | 47     | 4        | Норвегія   |        |

## Звання
- Кандидат в офіцери (квітень 1923)
- Фенріх-цур-зее (1 квітня 1925)
- Лейтенант-цур-зее (1 жовтня 1927)
- Оберлейтенант-цур-зее (1 липня 1929)
- Капітан-лейтенант (1 квітня 1935)
- Корветтен-капітан (1 лютого 1939)
- Фрегаттен-капітан (1 серпня 1942)

## Нагороди
- Медаль «За вислугу років у Вермахті» 4-го і 3-го класу (12 років)
- Іспанський хрест в сріблі (6 червня 1940)
- Залізний хрест
  - 2-го класу (1940)
  - 1-го класу (4 липня 1942)
- Нагрудний знак підводника (29 березня 1942)